# Daniel Solsona
Daniel Solsona Puig (Cornellà de Llobregat, 18 gennaio 1952) è un allenatore di calcio ed ex calciatore spagnolo.

## Caratteristiche tecniche
Centrocampista centrale di passo lento, le sue principali qualità erano il possesso palla e la precisione nel passaggio.

## Carriera

### Club
Proveniente dalle giovanili dell'Espanyol, debuttò in Primera División il 27 settembre 1970 giocando gli ultimi sedici minuti di un match contro la Real Sociedad. Divenuto nel tempo uno dei giocatori di punta della squadra, Solsona iniziò a sentirsi tatticamente limitato nella sua posizione fin quando, nel 1978, accettò una proposta di trasferimento al Valencia dopo averne rifiutato una da parte del Barcellona.
Con gli Xotos disputò cinque campionati partecipando attivamente ai successi europei della squadra tra il 1979 e il 1980 fin quando, nel 1983, fu costretto a lasciare la squadra a causa della crisi finanziaria che attanagliava la società. Iniziò quindi a giocare nella Division 1 francese inizialmente con il Bastia (in cui militò per tre stagioni), poi con lo Stade Rennais (passando per il Racing Club de Paris) senza mai riuscire ad esprimersi ai livelli degli esordi. Concluse la carriera giocando per tre stagioni nell Sant Andreu, ritirandosi nel 1990.

### Nazionale
Scarsamente preso in considerazione dai commissari tecnici per le sue caratteristiche tecniche, esordì il 17 ottobre 1973 in occasione di un incontro amichevole con la Turchia: fino al 15 aprile 1981 (data della sua ultima apparizione in Nazionale maggiore, in occasione di un incontro con l'Ungheria) totalizzò 7 presenze.

## Dopo il ritiro
Al termine della carriera Solsona allenò alcune squadre dilettantistiche e collaborò con lo staff tecnico dell'Espanyol e del Lleida. Ha inoltre all'attivo un paio di apparizioni come voce narrante di alcuni documentari sulla Primera División.

## Statistiche

### Presenze e reti nei club
| Stagione        | Squadra         | Campionato      | Campionato | Campionato | Coppe nazionali | Coppe nazionali | Coppe nazionali | Coppe continentali | Coppe continentali | Coppe continentali | Altre coppe | Altre coppe | Altre coppe | Totale | Totale |
| Stagione        | Squadra         | Comp            | Pres       | Reti       | Comp            | Pres            | Reti            | Comp               | Pres               | Reti               | Comp        | Pres        | Reti        | Pres   | Reti   |
| --------------- | --------------- | --------------- | ---------- | ---------- | --------------- | --------------- | --------------- | ------------------ | ------------------ | ------------------ | ----------- | ----------- | ----------- | ------ | ------ |
| 1970-1971       | Espanyol        | PD              | 25         | 3          | CG              | -               | -               | -                  | -                  | -                  | -           | -           | -           | 25     | 3      |
| 1971-1972       | Espanyol        | PD              | 32         | 5          | CG              | -               | -               | -                  | -                  | -                  | -           | -           | -           | 32     | 5      |
| 1972-1973       | Espanyol        | PD              | 30         | 6          | CG              | -               | -               | -                  | -                  | -                  | -           | -           | -           | 30     | 6      |
| 1973-1974       | Espanyol        | PD              | 34         | 7          | CG              | -               | -               | CU                 | 2                  | -                  | -           | -           | -           | 36     | 7      |
| 1974-1975       | Espanyol        | PD              | 31         | 11         | CG              | -               | -               | -                  | -                  | -                  | -           | -           | -           | 31     | 11     |
| 1975-1976       | Espanyol        | PD              | 34         | 4          | CG              | -               | -               | -                  | -                  | -                  | -           | -           | -           | 34     | 4      |
| 1976-1977       | Espanyol        | PD              | 20         | -          | CR              | -               | -               | CU                 | 1                  | -                  | -           | -           | -           | 21     | -      |
| 1977-1978       | Espanyol        | PD              | 28         | 3          | CR              | -               | -               | -                  | -                  | -                  | -           | -           | -           | 28     | 3      |
| Totale Espanyol | Totale Espanyol | Totale Espanyol | 234        | 39         |                 |                 |                 |                    | 3                  |                    |             |             |             | 237    | 42     |
| 1978-1979       | Valencia        | PD              | 31         | 8          | CR              | -               | -               | CU                 | 6                  | 2                  | -           | -           | -           | 37     | 10     |
| 1979-1980       | Valencia        | PD              | 28         | 4          | CR              | -               | -               | CC                 | 8                  | -                  | -           | -           | -           | 36     | 4      |
| 1980-1981       | Valencia        | PD              | 32         | 9          | CR              | -               | -               | CC                 | 1                  | -                  | SU          | 2           | -           | 34     | 9      |
| 1981-1982       | Valencia        | PD              | 28         | 4          | CR              | -               | -               | CU                 | 4                  | 1                  | -           | -           | -           | 32     | 5      |
| 1982-1983       | Valencia        | PD              | 18         | 1          | CR              | -               | -               | CU                 | 7                  | 3                  | -           | -           | -           | 25     | 4      |
| Totale Valencia | Totale Valencia | Totale Valencia | 137        | 26         |                 |                 |                 |                    | 26                 | 6                  |             | 2           |             | 165    | 32     |
| 1983-1984       | Bastia          | D1              | 26         | 4          | CF              | -               | -               | -                  | -                  | -                  | -           | -           | -           | 26     | 4      |
| 1984-1985       | Bastia          | D1              | 37         | 3          | CF              | -               | -               | -                  | -                  | -                  | -           | -           | -           | 37     | 3      |
| 1985-1986       | Bastia          | D1              | 22         | 1          | CF              | -               | -               | -                  | -                  | -                  | -           | -           | -           | 22     | 1      |
| Totale Bastia   | Totale Bastia   | Totale Bastia   | 86         | 8          |                 |                 |                 |                    |                    |                    |             |             |             | 86     | 8      |
| 1986            | RC Parigi       | D1              | 2          | -          | CF              | -               | -               | -                  | -                  | -                  | -           | -           | -           | 2      | -      |
| Totale RC Paris | Totale RC Paris | Totale RC Paris | 2          |            |                 |                 |                 |                    |                    |                    |             |             |             | 2      | -      |
| 1986-1987       | Rennes          | D1              | 26         | -          | CF              | -               | -               | -                  | -                  | -                  | -           | -           | -           | 26     | -      |
| Totale Rennes   | Totale Rennes   | Totale Rennes   | 26         |            |                 |                 |                 |                    |                    |                    |             |             |             | 26     | -      |
| Totale carriera | Totale carriera | Totale carriera | 485        | 73         |                 |                 |                 |                    |                    |                    |             |             |             | 516    | 82     |

### Cronologia presenze e reti in nazionale
| Cronologia completa delle presenze e delle reti in nazionale ― Spagna | Cronologia completa delle presenze e delle reti in nazionale ― Spagna | Cronologia completa delle presenze e delle reti in nazionale ― Spagna | Cronologia completa delle presenze e delle reti in nazionale ― Spagna | Cronologia completa delle presenze e delle reti in nazionale ― Spagna | Cronologia completa delle presenze e delle reti in nazionale ― Spagna | Cronologia completa delle presenze e delle reti in nazionale ― Spagna | Cronologia completa delle presenze e delle reti in nazionale ― Spagna |
| Data                                                                  | Città                                                                 | In casa                                                               | Risultato                                                             | Ospiti                                                                | Competizione                                                          | Reti                                                                  | Note                                                                  |
| --------------------------------------------------------------------- | --------------------------------------------------------------------- | --------------------------------------------------------------------- | --------------------------------------------------------------------- | --------------------------------------------------------------------- | --------------------------------------------------------------------- | --------------------------------------------------------------------- | --------------------------------------------------------------------- |
| 17/10/1973                                                            | Istanbul                                                              | Turchia                                                               | 0 – 0                                                                 | Spagna                                                                | Amichevole                                                            | -                                                                     |                                                                       |
| 12/10/1975                                                            | Barcellona                                                            | Spagna                                                                | 0 – 0                                                                 | Danimarca                                                             | Qual. Euro 1976                                                       | -                                                                     |                                                                       |
| 27/03/1977                                                            | Alicante                                                              | Spagna                                                                | 1 – 1                                                                 | Ungheria                                                              | Amichevole                                                            | -                                                                     |                                                                       |
| 08/11/1978                                                            | Parigi                                                                | Francia                                                               | 1 – 0                                                                 | Spagna                                                                | Amichevole                                                            | -                                                                     |                                                                       |
| 21/12/1978                                                            | Roma                                                                  | Italia                                                                | 1 – 0                                                                 | Spagna                                                                | Amichevole                                                            | -                                                                     |                                                                       |
| 18/02/1981                                                            | Madrid                                                                | Spagna                                                                | 1 – 0                                                                 | Francia                                                               | Amichevole                                                            | -                                                                     |                                                                       |
| 15/04/1981                                                            | Valencia                                                              | Spagna                                                                | 0 – 3                                                                 | Ungheria                                                              | Amichevole                                                            | -                                                                     |                                                                       |
| Totale                                                                |                                                                       | Presenze                                                              | 7                                                                     |                                                                       | Reti                                                                  | 0                                                                     |                                                                       |

## Palmarès
- Coppa di Spagna: 1

Valencia: 1978-1979
- Coppa delle Coppe: 1

Valencia: 1979-1980
- Supercoppa UEFA: 1

Valencia: 1980